# 홍길선
홍길선(洪吉善, 1904년 7월 1일~1980년 8월 8일)은 대한민국의 기업인, 사회운동가이다. 
고전 음악 피아노 연주자, 겸 서양고전음악평론가로도 활동했다. 정치인으로도 활동했으며 4선 국회의원을 지냈다.

## 학력
- 경성 배재고등보통학교 졸업
- 일본 도쿄 무사시노 음악학교 전문학사

## 약력
- 경기도 수원양조주식회사 사장
- 경기도 수원신풍공립국민학교 후원회 회장
- 경기도 수원매향여자중학교 후원회 회장 겸 수원공립여자중학교 후원회 회장
- 경기도 수원금융조합 조합장 겸 수원양조조합 조합장
- 동아일보 경기도 수원지국장
- 대한독립촉성청년국민회 경기도 수원군연합지회 행정위원장
- 경기도 수원소방서 서장
- 경기도 수원상공회의소 부회장
- 대동청년단 경기도 수원군 청년자치위원장
- 제헌 국회, 제2대, 제4대, 제5대 국회의원

## 역대 선거 결과
|  | 51.95% |

|  | 24.38% |

|  | 0% |

|  | 55.61% |

|  | 46.97% |

|  | 18.58% |

## 참고 자료
- 《대한민국 의정총람》, 국회의원총람발간위원회, 1994년
- 홍길선 - 대한민국헌정회